# Équipe du Brésil de football à la Coupe du monde 1966
Cet article relate le parcours de l’équipe du Brésil de football lors de la Coupe du monde de football 1966 organisée au Royaume-Uni du 11 au 30 juillet 1966. C'est sa 8e participation à une Coupe du monde.
Double-champion du monde en titre, le Brésil s'impose comme principal favori de la compétition aux yeux des observateurs mais ne passe pas le premier tour. C'est la première fois qu'un champion du monde en titre ne se qualifie pas pour la phase à élimination directe de la Coupe suivante, si l'on exclut l'Italie en 1950, son titre datant d'avant la Seconde Guerre mondiale. Le Brésil sera imité en cela par la France en 2002, l'Italie en 2010, l'Espagne en 2014 et l'Allemagne en 2018.

## Qualification
Le Brésil, en tant que champion du monde en titre, est qualifié d'office.

## Effectif
Entraîneur : Vicente Feola
| N° | Pos.      | Nom            | Naissance et âge  | Sélections | Club             |
| -- | --------- | -------------- | ----------------- | ---------- | ---------------- |
| 1  | Gardien   | Gilmar         | 22 août 1930      |            | Santos           |
| 2  | Défenseur | Djalma Santos  | 27 février 1929   |            | Palmeiras        |
| 3  | Défenseur | Fidélis        | 13 mars 1944      |            | Bangu            |
| 4  | Défenseur | Bellini (c)    | 21 juin 1930      |            | São Paulo FC     |
| 5  | Défenseur | Brito          | 9 août 1939       |            | CR Vasco de Gama |
| 6  | Défenseur | Altair         | 22 janvier 1938   |            | Fluminense       |
| 7  | Défenseur | Orlando        | 20 septembre 1935 |            | Santos           |
| 8  | Défenseur | Paulo Henrique | 5 janvier 1943    |            | Flamengo         |
| 9  | Défenseur | Rildo          | 23 janvier 1942   |            | Botafogo         |
| 10 | Attaquant | Pelé           | 23 octobre 1940   |            | Santos           |
| 11 | Milieu    | Gérson         | 11 janvier 1941   |            | Botafogo         |
| 12 | Gardien   | Manga          | 26 avril 1937     |            | Botafogo         |
| 13 | Milieu    | Denílson       | 28 mars 1943      |            | Fluminense       |
| 14 | Défenseur | Lima           | 18 janvier 1942   |            | Santos           |
| 15 | Milieu    | Zito           | 8 août 1932       |            | Santos           |
| 16 | Milieu    | Garrincha      | 28 octobre 1933   |            | Corinthians      |
| 17 | Attaquant | Jairzinho      | 25 décembre 1944  |            | Botafogo         |
| 18 | Attaquant | Alcindo        | 31 mars 1945      |            | Grêmio           |
| 19 | Attaquant | Silva Batuta   | 2 janvier 1940    |            | Flamengo         |
| 20 | Attaquant | Tostão         | 25 janvier 1947   |            | Cruzeiro         |
| 21 | Milieu    | Paraná         | 21 mars 1942      |            | São Paulo FC     |
| 22 | Attaquant | Edu            | 6 août 1949       |            | Santos           |

## Coupe du monde

### Premier tour
Le Brésil est tête de série du groupe 3.

#### Brésil - Bulgarie
Le Brésil dispute son premier match contre la Bulgarie le 12 juillet 1966, au Goodison Park de Liverpool. La sélection brésilienne s'impose par deux buts à zéro, notamment grâce à une réalisation de Pelé à la 10e minute,. Conscient de l'importance tactique de Pelé dans le jeu brésilien, les Bulgares lui opposèrent alors un marquage violent et ce dernier est victime de nombreux tacles pendant la suite de la rencontre.

#### Brésil - Hongrie
Les deux équipes se sont déjà rencontrées lors des quarts de finale de la Coupe du monde 1954. Les sélections hongroises et brésiliennes sont alors considérées comme les meilleures du monde. Le match est marqué par une violence inhabituelle dans le jeu.
Le match se déroule au Goodison Park, à Liverpool. Avant le début de la rencontre, on entendait dans la foule massée dans les gradins le cri « Where's Pele? » en français : « Où est Pelé ? », en référence à l'absence de Pelé parmi les onze joueurs alignés par le Brésil.

#### Brésil - Portugal
Le Brésil est battu par le Portugal sur le même score que contre la Hongrie et quitte le mondial par la petite porte.

#### Classement du groupe III
Il s'agit d'une véritable contre-performance pour le Brésil, double champion du monde sortant, éliminé au premier tour. C'est la deuxième fois que cela se produit en Coupe du monde (16 ans après l'Italie, pourtant deuxième de sa poule, mais en 1950 seul le premier du groupe se qualifiait). Le Portugal, néophyte de cette Coupe du monde, est la surprise du tournoi. Il termine premier du groupe 3 en remportant ses trois matchs. La Hongrie se classe deuxième avec quatre points et se qualifie également pour les quarts de finale.
| Classement final |          |     |   |   |   |   |    |    |      |
|                  | Équipe   | Pts | J | G | N | P | BP | BC | Moy. |
| 1                | Portugal | 6   | 3 | 3 | 0 | 0 | 9  | 2  | 4.50 |
| 2                | Hongrie  | 4   | 3 | 2 | 0 | 1 | 7  | 5  | 1.40 |
| 3                | Brésil   | 2   | 3 | 1 | 0 | 2 | 4  | 6  | 0.67 |
| 4                | Bulgarie | 0   | 3 | 0 | 0 | 3 | 1  | 8  | 0.13 |

| 12 juillet | Brésil   | 2 | 0 | Bulgarie |
| 13 juillet | Portugal | 3 | 1 | Hongrie  |
| 15 juillet | Hongrie  | 3 | 1 | Brésil   |
| 16 juillet | Portugal | 3 | 0 | Bulgarie |
| 19 juillet | Portugal | 3 | 1 | Brésil   |
| 20 juillet | Hongrie  | 3 | 1 | Bulgarie |